# Niño Bomba
Niño bomba es el primer EP del grupo de rock mexicano Plastilina Mosh. Fue lanzado al mercado en 1997.
Como parte de la promoción de «Niño bomba», (sencillo debut también album de estudio debut Aquamosh en 1998), la banda le propuso a la disquera BMG realizar algunos remixes de la canción. Era la época de los remixes, y había presupuesto.

## Lista de canciones
| N.º   | Título                     | Escritor(es)    | Duración |  |
| 1.    | «Niño Bomba»               | Rosso, González | 3:20     |  |
| 2.    | «Niño Bomba (Remix)»       | Rosso, González | 4:28     |  |
| 3.    | «Niño Bomba (Tampico Mix)» | Rosso, González | 3:06     |  |
| 4.    | «Milton Pacheco»           | Rosso, González | 4:22     |  |
| 15:26 |                            |                 |          |  |

## Nominaciones
| Año  | Publicación | País | Lista                                 | Puesto |
| ---- | ----------- | ---- | ------------------------------------- | ------ |
| 2006 | Alborde     | EUA  | 500 canciones del Rock Iberoamericano | 336°   |

## Créditos
- Jonás González: Canto, composiciones, letra
- Alejandro Rosso: Canto, composiciones, letra
- Joey Waronker: Batería
- Juan González: Composiciones
- Tom Rothrock: Producción e ingeniería
- Rob Schnapf: Producción e ingeniería